# Henry Hubbard

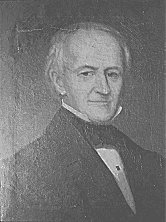
Henry Hubbard

Henry Hubbard (3 de maio de 1784 - 5 de junho de 1857) foi um membro da Casa dos Representantes dos Estados Unidos (1829 a 1835), senador de New Hampshire (1835 a 1841) e governador de New Hampshire (1842 a 1844).